# NGC 180

NGC 180

NGC 180 هي مجرة تتبع كوكبة الحوت. اكتشفها ويليام هيرشل في 29 ديسمبر 1790.

## روابط خارجية
- NGC 180 على موقع ويكي سكاي: DSS2, SDSS, GALEX, IRAS, Hydrogen α, X-Ray, Astrophoto, Sky Map, Articles and images